# Wang Feng (kanotist)
Wang Feng, född den 14 november 1985 i Yaan, Kina, är en kinesisk kanotist.
Hon tog bland annat VM-guld i K-4 1000 meter i samband med sprintvärldsmästerskapen i kanotsport 2006 i Szeged.